# Namaqua Afrikaner
Le namaqua afrikaner est une race de mouton indigène sud-africaine très ancienne. C'est un mouton à queue grasse.

## Histoire

### Ancienne aire de diffusion
Le mouton Namaqua Afrikaner est une des races de moutons indigène d'Afrique du Sud.
En 1960, Epstein décrit l'aire de diffusion du Namaqua Afrikaner comme comprenant les districts du Namaqualand et du Kenhardt en Afrique du Sud, ainsi que la partie nord de Van Rhynsdorp, Calvinia, Williston et Carnavon. Selon lui, l'aire de diffusion de ce mouton s'est considérablement réduite à la suite de l'introduction du mouton Karakul. Auparavant, le Namaqua Afrikaner était également élevé en Namibie, soit dans l'ensemble du Namaqualand.

### Programme de préservation
En 1966, la race namaqua afrikaner était en danger d'extinction. Dans un effort pour conserver cette espèce, le Département de l'agriculture sud-africain a alors acheté un des derniers troupeaux de race pure pour le transférer à la ferme expérimentale de Carnavaron  (Carnavaron Experimental Station, CES), situé dans la province du Cap-Nord. En 1985, un deuxième troupeau est créé en transférant 30 brebis et 5 béliers à la réserve de Tarka, située près d'Hofmeyer, dans la province du Cap-Oriental. Enfin, en 1995, un troisième troupeau est créé en transférant des animaux de la réserve de Tarka à la ferme expérimentale de Karakul (Karakul Experimental Station, KES), également située dans la province du Cap-Nord. En 2006, la population de namaqua afrikaner se montait à 300 brebis et 15 béliers en âge de reproduction.

## Description
Le mouton namaqua est un mouton de petite taille. Son pelage est de couleur blanche, avec une tête de couleur noire ou rousse. Son corps est fin et ses pattes longues, il se déplace sur de longues distances à la recherche d'eau ou de pâture. C'est un mouton à queue grasse. Sa queue peut stocker jusqu'à 38 % de sa masse graisseuse et peser jusqu'à 12 kg. Sa prolificité est de 140 %. A sa naissance, l'agneau pèse 3.1 kg.

## Aptitudes et utilisation
Le mouton namaqua afrikaner est un mouton rustique, très bien adapté au climat semi-désertique du Karoo. Les brebis agnèlent tout au long de l'année. Le mouton namaqua est essentiellement élevé pour sa viande. La viande de sa carcasse est considérée comme étant de seconde qualité. Comparé au mouton Dorper ainsi qu'au South African Meat Merino, le rendement carcasse est plus faible chez le mouton namaqua. Comparé à d'autres races à viande élevées en Afrique du Sud, l'agneau du mouton namaqua a également un plus faible rendement carcasse. Il s'agit par ailleurs d'une race à maturation lente.
En revanche, le gras de sa queue est prisé, notamment pour entrer dans la composition de saucisses ou pour apporter du gras à un plat de bœuf. La peau de l'animal est quant à elle de la plus haute qualité et est notamment utilisée pour faire des gants.

## Élevage et diffusion
En Afrique du Sud, l'élevage ovin est très présent, avec un cheptel en 2013 de 28,3 millions de moutons, dont 21,4 millions relèvent de l'élevage dit commercial. Les autres troupeaux sont élevés dans le secteur dit « commercial émergent » et dans celui des petites fermes d'une agriculture de subsistance. Dans ce secteur, ce sont les races ovines indigènes Nguni, Damara, Bapedi et Namaqua Afrikaner qui sont élevées, de même que la race Dorper.
Malgré le programme de conservation mis en place au milieu des années 1960, la race de mouton namaqua reste en danger d'extinction,. Une recherche portant sur des troupeaux sud-africains jusqu'alors considérés comme étant de race pure namaqua a relevé par analyse génétique que certains élevages regroupaient en fait des moutons issus de croisement sur plusieurs générations entre des moutons namaqua et d'autres races locales de moutons. La race de mouton namaqua est en danger d'extinction du fait du petit nombre de moutons existants, mais également du fait de l'introduction involontaire ou non de moutons de race croisée dans les cheptels de moutons namaqua,.

## Sites externes
- Mouton Namaqua Afrikaner sur le site de l'institut agricole de Grootfontein